# Agathomerus hahneli
Agathomerus hahneli es una especie de coleóptero de la familia Megalopodidae.

## Distribución geográfica
Habita en el Amazonas.